# Santo Tomás, Querétaro Arteaga
Santo Tomás är en ort i Mexiko.   Den ligger i kommunen Cadereyta de Montes och delstaten Querétaro Arteaga, i den centrala delen av landet, 170 km norr om huvudstaden Mexico City. Santo Tomás ligger 1 904 meter över havet och antalet invånare är 119.
Terrängen runt Santo Tomás är kuperad norrut, men söderut är den bergig. Runt Santo Tomás är det ganska glesbefolkat, med 39 invånare per kvadratkilometer. Närmaste större samhälle är El Aguacate, 3,5 km norr om Santo Tomás. I omgivningarna runt Santo Tomás växer huvudsakligen savannskog.